# Danny Schmidt
Danny Schmidt, född 15 oktober 2001, är en tysk simmare.

## Karriär
Vid EM 2024 i Belgrad var Schmidt en del av Tysklands lag som tog brons på 4×200 meter mixed frisim.